# Regina Uchôa
Regina Pereira de Mendonça Uchôa  (Rio de Janeiro, 20 de setembro de 1959) é ex-voleibolista de quadra brasi]eira que atuou como ponteira e também como oposta pelos clubes nacionais defendidos em sua carreira profissional e também  servindo  a Seleção Brasileira de Voleibol Feminino desde as categorias de base até a principal.Entre os principais êxitos pela seleção principal destaca-se: a medalha de ouro no Campeonato Sul-Americano em 1981, quando interrompeu-se a supremacia continental peruana, a prata no Mundialito de 1982, assim como os vice-campeonatos sul-americanos em 1983  e 1987, além de participar de duas edições dos Jogos Pan-Americanos e o Campeonato Mundial , além de uma edição do  mundial juvenil  e da Olimpíada de Los Angeles de 1984.

## Carreira
Esta atacante canhota atuou na posição de ponteira e também de oposta , e desde as categorias de base recebia convocação para Seleção Brasileira de Voleibol Feminino, competindo no Mundial Juvenil sediado em São Paulo-Brasil no ano de 1977, terminando na honrosa quarta colocação nesta edição.
Regina também serviu a seleção principal quando convocada para disputar o Campeonato Sul-Americano de 1981 realizado em  Santo André, SP, diante de uma hegemonia no continente imposta pelo trabalho da seleção peruana desde 1969 que o Brasil não conquistava o primeiro lugar nesta competição, mas  foi nesta edição que Regina e suas companheiras de seleção brasileira interromperam esta sucessão de êxitos do referido selecionado, jogando em “casa” , com apoio da torcida, as brasileiras conseguiram um resultado histórico vencendo o jogo por 3 sets a 2, além disso obtendo a qualificação para disputar a Copa do Mundo do mesmo ano e para o Mundial que se realizaria em 1982.
Ela também disputou a referida Copa do Mundo, terceira edição desta competição  realizada em Osaka-Japão em 1981, terminando na oitava colocação.Ainda pela seleção principal em preparação para o Mundial,  disputou o Mundialito de 1982 realizado em São Paulo, cuja final deu-se no Ginásio do Ibirapuera, a seleção venceu pela primeira vez a equipe da ex-URSS, mas ficou com o vice-campeonato, o ouro ficando a seleção japonesa.Regina disputa seu primeiro Mundial na categoria adulto, este realizado em Lima-Peru, onde se pensava que após boa campanha no Mundialito, melhorariam o resultado do Mundial de 1978, mas  a terminou apenas na oitava colocação geral.
Em 1983 Regina jogava pelo  Fluminense quando decidiu o título nacional de 1983, mas  deixou  escapar  o lugar mais alto do pódio, terminando como vice-campeã.No mesmo ano foi convocada para seleção principal para disputar o Campeonato Sul-Americano sediado em São Paulo -Brasil e havia muita expectativa em confirmar o título de 1981, mas a seleção peruana levou a melhor desta vez, tento Regina e suas companheiras que contentarem com a prata.
Semanas após o sul-americano de 1983, Regina continuou concentrada com a seleção brasileira para disputar sua primeira edição dos Jogos Pan-Americanos , estes realizados em Caracas-Venezuela, onde encerrou na competição na quarta posição.
Regina este na equipe que disputou a Olimpíada de Los Angeles de 1984, sendo de fato a primeira participação da seleção brasileira feminina por méritos próprios, pois, na edição anterior  em Moscou o Brasil participou  por convite, devido ao boicote por parte dos Estados Unidos aos Jogos.Em Los Angeles o selecionado brasileiro quase conseguiu desbancar a seleção anfitriã, oferecendo grande resistência e esteve vencendo por 2 sets a 0, não conseguindo manter o padrão destes, permitiu o empate em sets, tendo que ir pro quinto e decisivo set, perdendo neste inicialmente  o Brasil conseguiu  virar e a vencer pó 12 a 9,  deixando escapar a façanha de avançar as semifinais, abaladas pela derrota, Regina e grande elenco  terminaram  apenas na sétima colocação.
Regina foi convocada para seleção brasileira em 1985 para disputar sua segunda participação em Copa do Mundo no Japão, em tal oportunidade conquistou um bom resultado terminando na sexta posição melhorando em duas posições a campanha da edição de 1981.
Em 1985 jogou pelo Bradesco/RJ e disputou o Campeonato Sul-Americano de Clubes, ainda sem a chancela da FIVB-Federação internacional de Voleibol, quando chegou a final da competição.
Compos a seleção principal também em 1986 quando disputou o Campeonato Mundial sediado em Praga, na época fazia parte da antiga Tchecoslováquia. Regina com suas companheiras fizeram uma boa campanha neste Mundial, terminando na inédita quinta colocação.
No ano de 1987, Regina teve continuidade na seleção, e disputou sua segunda edição de Jogos Pan-Americanos. Competiu no Pan de Indianópolis de 1987 e terminou na quarta colocação.No mesmo ano disputou o Campeonato Sul-Americano realizado em Punta del Este, mesmo a seleção peruana não contando com todas  suas grandes estrelas , o Brasil deixou escapar o título, ficando com a prata.

## Clubes
| Clube           | País   | De   | Até  |
| Fluminense FC   | Brasil | ?    | 1983 |
| CR Flamengo     | Brasil | 1983 | 1984 |
| Lufkin/Sorocaba | Brasil | 1984 | 1985 |
| Bradesco/RJ     | Brasil | 1985 | 1987 |

## Títulos e Resultados
- 1977-4º Lugar do Campeonato Mundial Juvenil (São Paulo,  Brasil)[3]
- 1981-8º Lugar da Copa do Mundo (Osaka,  Japão)[5]
- 1982-Vice-campeã do Mundialito (São Paulo,  Brasil)<[6]
- 1982-8º Lugar no Campeonato Mundial (Lima ,  Peru)[7]
- 1983-Vice-campeã da Campeonato Brasileiro[8]
- 1983-4º Lugar  dos Jogos Pan-Americanos (Caracas,  Venezuela)[10]
- 1984-7º Lugar  da Olimpíada (Los Angeles,  Estados Unidos)[11]
- 1985-6º Lugar na  Copa do Mundo ( Japão)[12]
- 1986-5º Lugar do Campeonato Mundial (Praga,   Tchecoslováquia)[13]
- 1987-4º Lugar  dos Jogos Pan-Americanos (IndianápoLiS,  Estados Unidos)[14]